# ISO/IEC 15504
ISO/IEC 15504-5 oder SPICE (Software Process Improvement and Capability Determination) ist ein internationaler Standard der ISO zum Durchführen von Bewertungen (Assessments) von Unternehmensprozessen, ursprünglich mit dem Schwerpunkt auf der Softwareentwicklung. Er wurde 1998 als Technischer Report (TR) in einer Vorversion verabschiedet und im März 2006 durch die erste Version als internationaler Standard (IS) ersetzt. Dieser besteht zurzeit (2012) aus zehn Teilen. Durch den 2012 veröffentlichten Teil 8 wurde zu der Softwareentwicklung noch das IT-Service-Management nach den Definitionen der ISO/IEC 20000 hinzugefügt. Die beiden ersten Teile wurden 2015 durch die Normen ISO/IEC 33001 und ISO/IEC 33002 ersetzt.
Kernpunkte dieser Norm bilden
- die Verbesserung von Prozessen der eigenen Organisation (Process Improvement) und
- die Bestimmung der Prozessfähigkeit (Capability Determination).

Als Prozess werden hier „Zusammenhängende Aktivitäten zur Transformation von Eingangsprodukten in Ausgangsprodukte“ definiert. Ähnlich wie konkurrierende Standards wie CMMI definiert SPICE inzwischen Methoden zur Bewertung kompletter Prozessmodelle und Organisationen.

## Prozess-Assessment-Modell
Prozess-Assessments werden anhand des zweidimensionalen Referenz- und Assessment-Modells durchgeführt. Die „Prozess-Dimension“ auf der einen Seite dient zur Kennzeichnung und Auswahl der im Assessment zu untersuchenden Prozesse, die „Befähigungsgrad-Dimension“ auf der anderen Seite dient der Bestimmung und Bewertung der jeweiligen Befähigung zum Ausführen eines Prozesses.
In der Bewertung ist zwischen der Befähigung (Capability), einen Prozess auszuführen, und der Reife (Maturity) für eine Organisation oder für das Zusammenspiel mehrerer Prozesse zu unterscheiden.

### Prozess-Dimension
Der Internationale Standard (IS) formuliert Anforderungen an Prozessreferenzmodelle (PRM), mit denen Prozesse beschrieben werden, sowie an Prozessassessmentmodelle (PAM), die darauf aufbauend Bewertungskriterien und -methoden für diese Prozesse enthalten.
Auf diese Weise werden weder verbindliche Prozesse definiert, noch die Bewertungskriterien dafür festgeschrieben, sondern lediglich grundlegende Anforderungen an solche Modelle beschrieben.
In Teil 5 des IS wird ein solches PAM basierend auf der weiterentwickelten ISO/IEC 12207 – Prozesse im Software-Lebenszyklus (als PRM) exemplarisch definiert.
Als Alternative zum PRM aus ISO/IEC 12207 und zum PAM in Teil 5 der Norm hat sich in der deutschen Automobilindustrie Automotive SPICE etabliert. Dieser Standard basiert ebenfalls auf ISO/IEC 12207, definiert jedoch jeweils ein eigenes PRM und PAM, die zum verbindlichen Teil 2 von SPICE konform sind.

### Befähigungs- oder Reifegrad-Dimension
Die Befähigungs- oder Reifegrad-Dimension besteht aus den sechs Gradstufen „unvollständig“, „durchgeführt“, „gesteuert“, „etabliert“, „vorhersagbar“ und „optimierend“ (vergleiche dazu Aufbau CMM). Diese treffen Aussagen über die Leistungsfähigkeit der in der Prozess-Dimension beschriebenen Prozesse. Den einzelnen Stufen sind die Aktivitäten zugeordnet, die dazu führen, dass die Ergebnisse systematisch erarbeitet und am Ende des Prozesses in der definierten Qualität vorliegen.

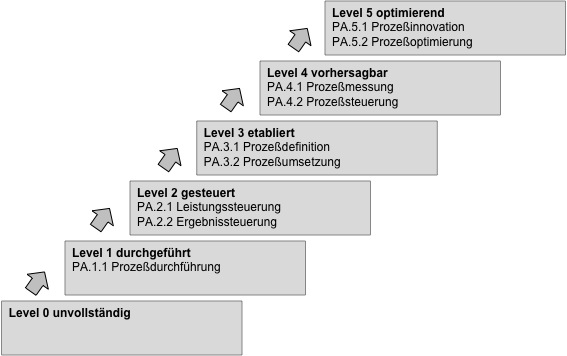
Reifegrade und Prozessattribute

Den Fähigkeits- oder Reifegradstufen sind insgesamt neun Prozessattribute zugeordnet. Diese werden jeweils durch die ihnen zugeordneten grundlegenden Managementaktivitäten beschrieben und dienen der Beurteilung der Prozesse. Der Befähigungsgrad wird für jeden Prozess einzeln bestimmt. Es wird nicht nur die Existenz einer Prozessaktivität beurteilt, sondern auch die adäquate Durchführung der Aktivität bewertet. Die Bewertung jedes Prozessattributs erfolgt anhand einer vierstufigen Skala:
- „nicht erfüllt“: 0 % – 15 %
- „teilweise erfüllt“: >15 % – 50 %
- „weitgehend erfüllt“: >50 % – 85 %
- „vollständig erfüllt“: >85 % – 100 %

Während der Bewertung muss objektiv nachgewiesen werden, dass die Anforderungen auf der entsprechenden Stufe erfüllt werden. Dieses erfolgt zum Beispiel anhand von Arbeitsprodukten, welche als Ergebnisse aus den Prozessen hervorgehen, oder durch Aussagen der Prozessausführenden in Interviews.
Für die Auswertung des Assessments werden die Prozess- und die Reifegraddimension zusammengeführt. Hierbei werden für jeden untersuchten Prozess Bewertungen in Form der Erfüllungsgrade der neun Prozessattribute ermittelt, woraus sich der Reifegrad für diesen Prozess ergibt. In der Gesamtheit aller untersuchten Prozesse ergibt sich daraus ein Stärken-Schwächen-Profil, aus dem Verbesserungspotenziale erkennbar werden. Die Beschreibungen des jeweils nächsthöheren Reifegrades zeigen Möglichkeiten zur Verbesserung der Prozesse auf.
ISO/IEC 15504 beschreibt im Teil 2 die Verantwortlichkeiten der Assessoren. Die dafür notwendige Qualifikation kann durch eine entsprechende Zertifizierung nachgewiesen werden. Im deutschsprachigen Raum existieren dafür zwei Qualifizierungsschemas: iNTACS (International Assessor Certification Scheme) und INTRSA (International Registration Scheme for Assessors).

## Bestandteile der ISO/IEC 15504
Die ISO/IEC 15504 „Information technology – Process assessment“ besteht aus zehn Teilen. Die Teile 1 bis 6 stellen die Norm dar (IS – Internationaler Standard); die Teile 7 bis 10 sind Ergänzungen (TR – Technischer Bericht oder TS – Technische Spezifikation).
- ISO/IEC 15504 Part 1 – „Concepts and vocabulary“

Der erste Teil ISO/IEC 15504-1:2004 enthält das Konzept und die Begrifflichkeit des Standards. Es wird ein Überblick gegeben und dargestellt, wie die weiteren Teile der Norm zusammenwirken und zu nutzen sind. 2015 ersetzt durch ISO/IEC 33001.
- ISO/IEC 15504 Part 2 – „Performing an assessment“

Innerhalb des zweiten Teils ISO/IEC 15504-2:2003 werden die Anforderungen zur Durchführung eines Assessments festgelegt. 2015 ersetzt durch ISO/IEC 33002.
- ISO/IEC 15504 Part 3 – „Guidance on performing an assessment“

Der dritte Teil ISO/IEC 15504-3:2004 beschreibt die minimalen Inhalte des Teils ISO/IEC 15504-2, die für die Einhaltung der Norm erreicht werden müssen. Zudem wird ein minimaler Assessment-Prozess beschrieben, wie er durch Kapitel 4.2 der ISO/IEC 15504-2 vorgegeben wird.
- ISO/IEC 15504 Part 4 – „Guidance on use for process improvement and process capability determination“

Der vierte Teil ISO/IEC 15504-4:2004 beschreibt die Prozesse für die Prozess-Verbesserung (process improvement – PI) und die Ermittlung der Prozessfähigkeitsgrade (Process capability determination – PCD).
- ISO/IEC 15504 Part 5 – „An exemplar software life cycle process assessment model“

Im fünften Teil ISO/IEC 15504-5:2012 wird das detaillierte Prozess-Assessment-Modell mit den zwei Dimensionen beschrieben. Es werden die für die Beschreibung eines Prozessreferenzmodells die Prozessdefinitionen der ISO/IEC 12207:2008 verwendet. Zudem werden die Inhalte der ISO/IEC 15504-2 nochmals aufgeführt und um neun Attribute für generische Vorgehen erweitert.
- ISO/IEC 15504 Part 6 – „An exemplar system life cycle process assessment model“

Der sechste Teil ISO/IEC 15504-6:2013 enthält ein Prozess-Assessment-Modell (PAM). Das PAM leitet sich aus dem Prozess-Referenz-Modell (PRM) der ISO/IEC 15288 für die Systementwicklung her.
- ISO/IEC 15504 Part 7 – „Assessment of organizational maturity“

Der siebte Teil ISO/IEC TR 15504-7:2008 ist als Technischer Bericht (TR) eine Hilfestellung zur Norm, in dem die Rahmenbedingungen zur Feststellung eines Reifegrades (Maturity) für eine Organisation beschrieben werden.
- ISO/IEC 15504 Part 8 – „An exemplar process assessment model for IT service management“

Der achte Teil ISO/IEC TS 15504-8:2012 ist als Technische Spezifikation (TS) eine Vorstufe zur Norm, der ein Beispiel für ein Prozess-Assessment-Modell für das IT-Service Management enthält. Die zugrunde liegenden Prozesse entsprechen der ISO/IEC 20000. Somit wird es möglich für diese einzelnen Prozesse einen Fähigkeitsgrad zu ermitteln und für die gesamte Organisation einen Prozessreifegrad.
- ISO/IEC 15504 Part 9 – „Target process profiles“

Der neunte Teil ISO/IEC TS 15504-9:2011 ist als Technische Spezifikation (TS) eine Vorstufe zur Norm, die Prozessprofilziele beschreibt.
- ISO/IEC 15504 Part 10 – „Safety extension“

Der zehnte Teil ISO/IEC TS 15504-10:2011 ist als Technische Spezifikation (TS) eine Vorstufe zur Norm, die alle Ergänzungen zu den Aspekten von Sicherheit enthält.